# أورلاندو مورا
أورلاندو مورا (بالإسبانية: Orlando Mora)‏ هو عداء مسافات طويلة كوستاريكي، ولد في 29 يناير 1960 في سان خوسيه في كوستاريكا.

## وصلات خارجية
- أورلاندو مورا على موقع أوليمبيديا (الإنجليزية)